# アイリッシュ・セッター
アイリッシュ・セッター（英: Irish setter）は、犬の品種の一つ。レッド・セッターとも呼ばれ、猟犬に分類される。原産地・アイルランドの言葉であるゲール語では Sotar rua とも呼ばれる。ジャパンケネルクラブ(JKC)の表記では「アイリッシュ・セター」。

## 外見
- 毛は適度な長さで赤い色をしており、尾と脚には絹のような美しい飾り毛を持つ。
- 大きく垂れた耳、無駄なく引き締まった肢体。
- 前に突出した胸骨は大きな肺を細い体に収めるためであるが、胸の形も特徴的である。
- 平均体高 雄 69cm  雌 64cm
- 平均体重 雄 32kg  雌 27kg

## 歴史
この種は1700年代にアイルランドで発展した古いセッター種である。初期のアイリッシュセッターの毛色は、赤にところどころ白が混ざっており、原種であるアイリッシュ・レッド・アンド・ホワイト・セッターに近い犬種であった。JKCはすべて赤毛の場合しかアイリッシュ・セッターとは認定していない。

## 性質
- 人や他の犬に対して社交的、友好的である。
- 成犬になってもやんちゃな幼さが残る傾向がある（その幼さに魅力を感じる飼い主も多い）。
- しつけが入りにくいと言われているが、一度覚えれば忘れない。
- 自分で考えたことを行動に出し、飼い主をリードしていくタイプ。
- スポーツやアウトドアなどが大好き。

## 飼育上の注意
- 家族と屋内で一緒に暮らすことがベストであるが、屋外で飼うにしても家族とのコミュニケーションを十分に。
- エネルギーに満ち溢れ、激しい狩りに耐えられる体力などを有する犬種であるので運動不足によるストレスに気をつけること。
- たれ耳のため、外耳炎に注意。
- 猟犬の性質は十分残っており、獲物を追いかける突発性の行動に対処できる飼い主が望ましい。
- 皮膚病を患いやすい犬種のため、不潔にならないよう伸びすぎた毛は整えた方がよい。ブラッシングは2～3日に一度行うのが望ましい。
- 進行性網膜萎縮症(PRA：Progressive Retinal Atrophy)という遺伝病の因子を抱える個体の割合が他の犬種と比較して多く、生後速やかにDNA検査を受けるのが望ましい。繁殖させる際はパートナーの遺伝子検査も行い、子が発症するケースは絶対に避けるべきである。

## JKC犬籍登録頭数の推移
| 年   | 2007 | 2006 | 2005 | 2004 | 2003 | 2002 | 1999  |
| ---- | ---- | ---- | ---- | ---- | ---- | ---- | ----- |
| 頭数 | 190  | 230  | 308  | 515  | 616  | 915  | 1,289 |